# Ótura
Ótura (szlovákul Stará Turá) város Szlovákiában, a Trencséni kerületben, a Vágújhelyi járásban.

## Fekvése
Vágújhelytől 12 km-re északnyugatra található.

## Története
A település első említése 1392-ben Luxemburgi Zsigmond adománylevelében történt, melyben a beckói uradalmat Stiboric Stibornak adja. Ótura a csejtei váruradalom része volt.
A helybéli lakosok 1467 januárjában a község közelében fogták el Jan Svehlát, a nagykosztolányi várat rövid ideig hatalmában tartó huszita sereg vezérét. Mátyás király 1467. február 3-án, Nagyszombatban kiállított oklevelében a huszita vezért fogságba ejtő nyolc óturai lakost mindennemű adózás terhe alól felmentette, a települést pedig mezővárosi rangra emelte. Az 1467-es esemény motívuma a község egykori pecsétjén is szerepelt. A Mátyástól kapott kiváltságokat a későbbi uralkodók is megerősítették.
Amikor a termőföld már nem tudta eltartani a város lakosságát, sokan faárukészítéssel kezdtek foglalkozni. Felvirágzott a kézművesség is, cipészek, szűcsök, asztalosok, faesztergályosok, kovácsok, molnárok és fazekasok űzték az ipart. Malmok, sörfőzdék működtek, sáfrányt termesztettek és papírt gyártottak. Emellett többször pusztítottak járványok és természeti katasztrófák is. Egy alkalommal majdnem az egész település leégett. A város korábbi temploma a mai temetőben állt, a 16. században épült, ez az épület azonban a 18. század végén elpusztult. Mai temploma 1748-ban épült.
1715-ben 6 malom, 102 jobbágy- és 106 zsellérporta állt a településen. 1753-ban 506 háztartása volt, ebben 260 család lakott. 1787-ben 581 házában 4861 lakos élt, míg 1828-ban 926 házát 6488-an lakták. 1848-ban kisebb csata zajlott itt a magyar honvédsereg és a szlovák felkelők között. 1885-től a Breuner és a Springer családoknak voltak nagyobb birtokaik a településen.
Vályi András szerint "Ó Tura, Sztara Tura. Tót Mezőváros Nyitra Várm. földes Ura Gr. Erdődy, és más Uraságok, lakosi katolikusok, fekszik É. Újvárhoz 1 mértföldnyire; határja jó, fája van elég, legelője tágas."
Fényes Elek szerint "Ó-Tura, tót m. v., Nyitra vmegyében, Vágh-Ujhelytől nyugotra egy órányira, hegyek és erdők között. Számlál 2497 kath., 3127 evang., 3 reform., 90 zsidó vagyonos lakosokat; kik sok tehenet tartván, nem csak otthon sok vajat csinálnak, hanem az északi megyéket bejárván, azt öszveszedik, s vele igen nagy kereskedést űznek. Bécsbe, Pestre s a t. Corvinus Mátyás privilegiuma szerint vámot nem fizetnek; régi szerződésök erejénél fogva pedig robotot nem szolgálnak, hanem azt csekély sommával megváltják. Van itt kath. paroch. templom, evang. szentegyház s ekklézsia, synagóga, és sok csizmadia. F. u. a csejtei uradalom."
A trianoni békeszerződésig Nyitra vármegye Vágújhelyi járásához tartozott.

## Népessége
| Év:            | 1994.  | 2004.   | 2014.   | 2024.   |
| -------------- | ------ | ------- | ------- | ------- |
| Emberek száma: | 10 692 | 10 073  | 9172    | 8259    |
| Eltérés:       |        | -5,78 % | -8,94 % | -9,95 % |

| Év:            | 2023. | 2024.   |
| -------------- | ----- | ------- |
| Emberek száma: | 8379  | 8259    |
| Eltérés:       |       | -1,43 % |

1880-ban 5819 lakosából 5508 szlovák, 57 német, 10 magyar, 17 más anyanyelvű, 1 idegen és 226 csecsemő volt. 1808 római katolikus, 3877 evangélikus és 134 zsidó élt a településen.
1910-ben 6192 lakosából 5984 szlovák, 96 magyar, 56 német és 56 más anyanyelvű volt.
2001-ben 10 291 lakosából 10 025 szlovák és 170 cseh volt.
2011-ben 9404 lakosából 8829 szlovák és 104 cseh volt.
2021-ben 8724 lakosából 8072 (+34) szlovák, 13 (+1) magyar, (+2) cigány, 1 (+5) ruszin, 123 (+13) egyéb és 515 ismeretlen nemzetiségű volt.

## Híres emberek
- Itt született 1801-ben Ján Galbavý katolikus plébános.
- Itt született 1817-ben Vagács Caesar Szent Benedek-rendi áldozópap és gimnáziumi igazgató.
- Itt született 1839-ben Kállai Adolf orvos, szakíró.
- Itt született 1860-ban Roy Krisztina író.
- Itt született 1877-ben Jozef Roháček lelkész, bibliafordító.
- Itt született 1929-ben Ján Hučko szlovák történész.

## Nevezetességei
- A Nagyboldogasszony tiszteletére szentelt római katolikus templomát 1748-ban gróf Erdődy György építtette. Az egyhajós épület barokk stílusban épült.
- Evangélikus templomát 1784-ben építették.
- A Szent Kereszt kápolna 1863-ban épült.
- A város legrégibb épülete a temetőben álló régi torony, eredetileg a Szentháromság tiszteletére szentelt 16. századi templom tornya volt. A templom 1770-ben égett le és már nem épült újjá.

## Külső hivatkozások
- Hivatalos oldal (szlovákul)
- Községinfó
- Ótura Szlovákia térképén
- E-obce.sk Archiválva 2007. december 18-i dátummal a Wayback Machine-ben